# 武内久士
武内 久士（たけうち ひさし、1987年11月29日 - ）は、徳島県出身の元プロ野球選手（投手）。

## 経歴

### プロ入り前
藍住南小4年時に藍住南タイガースで軟式野球を始め、6年の時のポジションは投手兼外野手。藍住中では硬式の藍住シニアに入り、投手兼一塁手。
徳島城東高では、2年春にはエースナンバーをつけ、3年夏に全国選手権徳島県大会ベスト8。高校時代から140km/h後半の速球で数球団のスカウトが注目するも、法政大学（経営学部経営学科）に進学。
大学2年時から150km/hを越すストレートで一躍注目を集め、3年時には法政のリリーフエースとして最速154km/hをマーク。下級生時には四死球を連発するなどアバウトだった制球も、3年時以降には安定した向上が見られ、角度のある高さから投げ下ろす持ち前の速球と、ストレートの軌道のまま鋭く沈む縦スライダー、フォークボール、カーブで、1学年上の小松剛、同学年で阪神のドラフト1位指名された二神一人、1学年下の加賀美希昇らと形成した投手王国法政でクローザーを担い、リーグでも屈指の奪三振率を誇った。また同年ハーレム国際大会、世界選手権などの日本代表としても選出。どちらも自責点0と国際試合で抑えという重責を果たした。
2009年には、阪神を皮切りに、広島、オリックスなどが各球団のドラフト1位候補としてリストアップ。また日本球団だけではなく、レンジャーズ、ロイヤルズ、カブス、ジャイアンツなどメジャー数球団のスカウトも視察に訪れた。特にジャイアンツは環太平洋スカウトのジョン・コックス、レンジャースは環太平洋スカウトのジム・コルボーン（オリックスで投手コーチの経験あり）、マリナーズは国際スカウトNo.2であり、国際管理部長を務める末吉英則が来日して直接視察に来るなど異例の関心の高さがうかがえた

。
しかし4年春のリーグ戦には肩の炎症で棒に振り未登板。各球団の評価を落とすも、4年秋には150km/h超えのボールが戻り、自責点0で復活。
同年10月29日に行われたドラフト会議では、他の球団の視察コメントが減る中、最後まで上位候補として評価し続けていた広島東洋カープが3位指名し、交渉権を獲得。11月7日には、上京してきた両親が見守る中、川崎市内のホテルで広島と仮契約を結んだ。契約にあたったスカウト部長の苑田聡彦は「1年目から中継ぎ、抑えでいける」と高い評価をし、武内も「分かっていても打たれないストレートを投げたい。開幕一軍を目指す」と語った。
2009年11月10日、背番号が12番に決定した。これに伴い、小窪哲也が4番に変更された。

### プロ入り後
2010年4月14日、抑えの永川勝浩が故障のため、入れ替わる形で、プロ入りして初の一軍登録。二軍でも主に抑えを担い、4月末までに9試合9セーブ防御率0.90という成績を残し、5月13日にウエスタン・リーグの3、4月の月間MVPに表彰される。この年は二軍中心であったが40試合に登板し防御率4.93ながらも、2勝2敗17セーブ、最速149km/hを記録し、中日の金剛弘樹（12セーブ）を引き離してセーブ王に輝いた。
2011年は一軍での登板はなく、二軍で19試合に投げて防御率3.10、2セーブだった。また、この年のオフに背番号が54番に変更された。
2012年も前年に続いて一軍での登板はなく、二軍で22試合に登板、1勝4敗4セーブ、防御率2.20だった。
2013年は、4月18日の対横浜DeNAベイスターズ戦（マツダ広島）に3年ぶりの1軍登板でプロ初先発し、5回4失点だった。
6月28日の対阪神タイガース戦（阪神甲子園球場）では7回1失点の好投を見せて勝ち投手の権利を持った状態で降板するものの（8回表終了時点で広島が4対1でリード）、8回裏に安部友裕・松山竜平ら内野陣の守備の乱れに適時打も絡んで一挙6点を取られて4対7と逆転され、プロ初勝利とはならなかった。
2014年は一軍登板なし。
2015年は1試合の登板に終わり、同年10月に戦力外通告を受けた。
引退後は広島バスセンターに勤務している。

## 選手としての特徴・人物
最速154km/h（プロ入り後の最速は149km/h）を記録するストレートと沈むスライダー・フォークを投げる。50メートル6秒6、遠投115メートル。自身が掲げるセールスポイントは直球。目標として挙げる選手には、永川勝浩、藤川球児、マーク・クルーンなど速球派のクローザーが多い。
法政大学への進学については、立教大学の先輩に話を聞き大学では注目の浴びる神宮で投げたいと言う想いと、六大学でも特に野球選手を輩出している理由で法政を選んだ。
大学2年秋に立教から1イニング7失点という投球で試合をぶち壊した事がショックとなり一度野球を止めようかと思った事がある。その時、両親と相談した事で野球に対する自分の甘さを知り、苦手な走り込みなどを率先してこなすなど、がむしゃらに練習に打ち込むようになった事で、課題だった制球難が大幅に改善した。
ドラフト会議では、広島は1位に高校生投手の今村猛を指名予定だったため、当初翌年優勝争いをするための戦力として2位で即戦力投手、3位で高校生の獲得を予定していた。武内は即戦力投手の有力な候補として指名予定だったが、監督の野村謙二郎が事前に堂林翔太をチェックした元広島監督の山本浩二に高校生離れした打撃センスを伝えられ、スカウトと共に何度も熟考を重ねた末、本番では指名順位を入れ替え、シミュレート通りに予定選手を獲得できた事を当日のインタビューで語った。

## 詳細情報

### 年度別投手成績
| 年 度     | 球 団     | 登 板 | 先 発 | 完 投 | 完 封 | 無 四 球 | 勝 利 | 敗 戦 | セ 丨 ブ | ホ 丨 ル ド | 勝 率 | 打 者 | 投 球 回 | 被 安 打 | 被 本 塁 打 | 与 四 球 | 敬 遠 | 与 死 球 | 奪 三 振 | 暴 投 | ボ 丨 ク | 失 点 | 自 責 点 | 防 御 率 | W H I P |
| --------- | --------- | ----- | ----- | ----- | ----- | -------- | ----- | ----- | -------- | ----------- | ----- | ----- | -------- | -------- | ----------- | -------- | ----- | -------- | -------- | ----- | -------- | ----- | -------- | -------- | ------- |
| 2010      | 広島      | 5     | 0     | 0     | 0     | 0        | 0     | 0     | 0        | 0           | ----  | 30    | 6.1      | 7        | 2           | 5        | 0     | 0        | 1        | 1     | 0        | 5     | 5        | 7.11     | 1.89    |
| 2013      | 広島      | 5     | 3     | 0     | 0     | 0        | 0     | 1     | 0        | 0           | .000  | 68    | 16.0     | 9        | 3           | 11       | 0     | 0        | 8        | 1     | 0        | 8     | 7        | 3.94     | 1.25    |
| 2015      | 広島      | 1     | 1     | 0     | 0     | 0        | 0     | 0     | 0        | 0           | ----  | 21    | 4.0      | 7        | 0           | 2        | 0     | 0        | 1        | 0     | 0        | 4     | 4        | 9.00     | 2.25    |
| 通算：3年 | 通算：3年 | 11    | 4     | 0     | 0     | 0        | 0     | 1     | 0        | 0           | .000  | 119   | 26.1     | 23       | 5           | 18       | 0     | 0        | 10       | 2     | 0        | 17    | 16       | 5.47     | 1.56    |

### 記録
投手記録
- 初登板：2010年5月7日、対阪神タイガース5回戦（阪神甲子園球場）、8回裏2死に6番手で救援登板・完了、1/3回無失点
- 初奪三振：2010年5月16日、対北海道日本ハムファイターズ2回戦（MAZDA Zoom-Zoom スタジアム広島）、6回表に森本稀哲から空振り三振
- 初先発：2013年4月18日、対横浜DeNAベイスターズ6回戦（MAZDA Zoom-Zoom スタジアム広島）、5回4失点で勝敗つかず

打撃記録
- 初打席・初安打：同上、3回裏に小杉陽太から中前安打

### 背番号
- 12 （2010年 - 2011年）
- 54 （2012年 - 2015年）